# Unió d'Associacions i Centres d'Assistència a Minusvàlids
Unió d'Associacions i Centres d'Assistència a Minusvàlids de Balears (UNAC) és una organització no governamental, sense ànim de lucre, d'àmbit balear, constituïda el 1981 i inscrita en el Registre d'Associacions Empresarials i en el Registre central de Serveis Socials de les Illes Balears.
És l'única patronal del sector d'atenció a persones amb discapacitat de les Illes Balears que agrupa les associacions i centres d'assistència que presten serveis directes a persones amb discapacitat física, psíquica o sensorial a les quatre illes: Mallorca, Menorca, Eivissa i Formentera. La UNAC treballa per defensar els drets de les persones amb discapacitat i per millorar la seva qualitat de vida. Representa un col·lectiu de 2.784 persones, té una plantilla de 503 treballadors i compta amb més de 3.000 col·laboradors.
Està formada per 61 organitzacions, que agrupen el 90% dels centres que treballen per a aquest col·lectiu. Compten amb diferents centres i serveis: 4 centres d'atenció primerenca, 5 centres d'educació especial; 5 unitats volants de suport a la integració; 5 centres ocupacionals; 5 centres de dia; 5 residències; 8 habitatges tutelats; 3 centres especials d'ocupació; 9 centres d'oci i respir; 4 centres de rehabilitació i 8 centres d'atenció sociofamiliar.
El 2007 va rebre el Premi Ramon Llull.